# Orientale lumen
Luč z Vzhoda (izvirno latinsko Epistula apostolica orientale lumen) je apostolsko pismo, ki ga je napisal papež Janez Pavel II. leta 1995.
To apostolsko pismo je namenjeno vzhodnim Cerkvam.
V zbirki Cerkveni dokumenti je to delo izšlo leta 1996 kot 68. cerkveni dokument (kratica CD 68).